# Хомякова, Валерия Дмитриевна
Валерия Дмитриевна Хомякова (3 августа 1914—6 октября 1942) — советская лётчица, участница Великой Отечественной войны, заместитель командира эскадрильи 586-го женского истребительного авиационного полка ПВО, Старший лейтенант. Единственная в мире женщина-пилот ночного истребителя, сбившая бомбардировщик противника.

## Биография
Родилась в 1914 году в г. Колпино Ленинградской области в семье инженера-химика.
Училась в средней школе № 32, занималась спортом. Окончила в 1937 году Московский химико-технологический институт имени Д. И. Менделеева. После окончания института была инженером на заводе им. Фрунзе в Москве, также работала лётчиком-инструктором в аэроклубе.
Ушла добровольцем на войну в ВВС Красной Армии. Участница Великой Отечественной войны с февраля 1942 года в качестве лётчика-истребителя, летала на «Як-1». Воевала в составе 586-го женского истребительного авиационного полка ПВО.

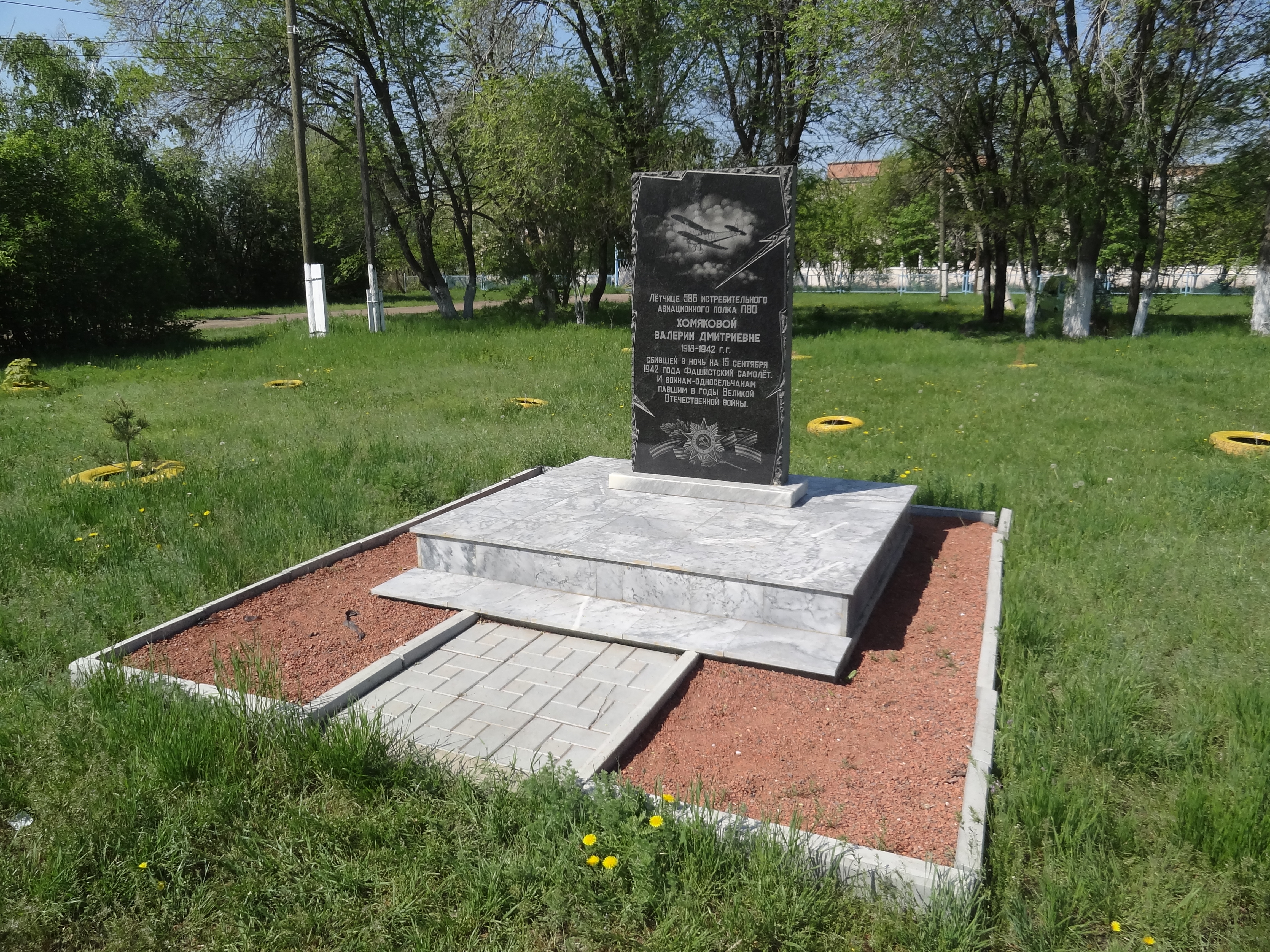
Памятник Хомяковой В. Д. (п. Анисовский)

Лейтенант Валерия Хомякова была первым пилотом-женщиной в истории СССР, которая сбила вражеский самолёт ночью 24 сентября 1942 года. Это был бомбардировщик Ju-88.
Из архивных документов 586-го истребительного авиаполка:

«При ночном бомбардировочном налёте на Саратов 24 Сентября 1942 года заместителем командира эскадрильи Лейтенантом Хомяковой Валерией Дмитриевной был открыт боевой счёт полка: сбит первый самолёт противника — бомбардировщик Ju-88».

Погибла под Энгельсом 6 октября 1942 года при ночном взлёте с аэродрома на самолёте Як-1.

## Награды
- Орден Красного Знамени